# Дуброво
Дуброво (мкд. Дуброво) је насеље у Северној Македонији, у средишњем делу државе. Дуброво је насеље у оквиру општине Неготино.

## Географија
Дуброво је смештено у средишњем делу Северне Македоније. Од најближег већег града, Кавадараца, насеље је удаљено 15 km североисточно.
Насеље Дуброво се налази у историјској области Тиквеш. Село је смештено у долини реке Вардар, у источном делу Тиквешке котлине. Насеље је положено на приближно 110 метара надморске висине, у равничарском подручју.
Месна клима је измењена континентална са значајним утицајем Егејског мора (жарка лета).

## Становништво
Дуброво је према последњем попису из 2021. године имала 31 становник.
| Национални састав према попису из 2021.‍ | Национални састав према попису из 2021.‍ | Национални састав према попису из 2021.‍ | Национални састав према попису из 2021.‍ | Национални састав према попису из 2021.‍ |
| --------------------------------------- | --------------------------------------- | --------------------------------------- | --------------------------------------- | --------------------------------------- |
|                                         |                                         |                                         |                                         |                                         |
| Турци                                   | Турци                                   |                                         | 8                                       | 25,8%                                   |
| Македонци                               | Македонци                               |                                         | 7                                       | 22,6%                                   |
| непописани                              | непописани                              |                                         | 15                                      | 48,4%                                   |